# 오클랜드 (캘리포니아주)
오클랜드(Oakland, IPA: [ˈoʊklənd])는 미국 서부 캘리포니아주 앨러미다군에 있는 도시이다. 캘리포니아주 서부 샌프란시스코 만의 동쪽 연안에 위치하며, 인구는 2010년 기준 390,724명이다.
오클랜드는 샌프란시스코 만 서쪽의 샌프란시스코와 연결되는 연락선이 취항하면서 건설되었다. 그 후 대륙횡단철도의 종착역이 들어서면서 미국 서해안에서 가장 중요한 항구인 샌프란시스코에 대한 본토의 문호 역할을 하면서 발전하였다. 1906년 샌프란시스코 지진 때 오클랜드는 별다른 피해를 입지 않아 샌프란시스코의 기능을 분담하면서 더욱 성장하였다.
1937년 샌프란시스코 만을 가로지르는 샌프란시스코 - 오클랜드 베이 브리지가 건설되어 샌프란시스코와의 교통이 크게 편리해졌다. 이로써 오클랜드의 산업발달은 더욱 촉진되었으며, 인접한 캘리포니아 대학교 버클리도 발전할 수 있게 되었다. 샌프란시스코와 함께 대도시권을 형성하여 샌프란시스코 베이 에어리어 동부의 중심지 역할을 하고 있다.
버클리와 함께 문화시설이 많은 것으로 유명하다. 프로 스포츠도 발달하여, MLB의 오클랜드 애슬레틱스, NBA의 골든스테이트 워리어스, NFL의 오클랜드 레이더스의 연고지로 알려져 있다. 그 중 골든스테이트 워리어스는 2019년에 건너편의 샌프란시스코로 연고지를 이전했다.
철도·항공·해운의 거점이며, 시가는 정연하고 아름답다. 그러나 도시 치안이 매우 안정되지 못해, 캠던이나 게리, 뉴어크 등과 더불어 미국에서 가장 위험한 지역 중 하나다.

## 인구
| 인구조사              | 인구    | Note  | %±     |
| --------------------- | ------- | ----- | ------ |
| 1860년                | 1,543   |       | —      |
| 1870년                | 10,500  |       | 580.5% |
| 1880년                | 34,555  |       | 229.1% |
| 1890년                | 48,682  |       | 40.9%  |
| 1900년                | 66,960  |       | 37.5%  |
| 1910년                | 150,174 |       | 124.3% |
| 1920년                | 216,261 |       | 44.0%  |
| 1930년                | 284,063 |       | 31.4%  |
| 1940년                | 302,163 |       | 6.4%   |
| 1950년                | 384,575 |       | 27.3%  |
| 1960년                | 367,548 |       | −4.4%  |
| 1970년                | 361,561 |       | −1.6%  |
| 1980년                | 339,337 |       | −6.1%  |
| 1990년                | 372,242 |       | 9.7%   |
| 2000년                | 399,484 |       | 7.3%   |
| 2010년                | 390,724 |       | −2.2%  |
| 2019 (추산)           | 433,031 | [ 2 ] | 10.8%  |
| U.S. Decennial Census |         |       |        |

## 기후
| 캘리포니아주 오클랜드의 기후                                     | 캘리포니아주 오클랜드의 기후 | 캘리포니아주 오클랜드의 기후 | 캘리포니아주 오클랜드의 기후 | 캘리포니아주 오클랜드의 기후 | 캘리포니아주 오클랜드의 기후 | 캘리포니아주 오클랜드의 기후 | 캘리포니아주 오클랜드의 기후 | 캘리포니아주 오클랜드의 기후 | 캘리포니아주 오클랜드의 기후 | 캘리포니아주 오클랜드의 기후 | 캘리포니아주 오클랜드의 기후 | 캘리포니아주 오클랜드의 기후 | 캘리포니아주 오클랜드의 기후 |
| 월                                                               | 1월                          | 2월                          | 3월                          | 4월                          | 5월                          | 6월                          | 7월                          | 8월                          | 9월                          | 10월                         | 11월                         | 12월                         | 연간                         |
| ---------------------------------------------------------------- | ---------------------------- | ---------------------------- | ---------------------------- | ---------------------------- | ---------------------------- | ---------------------------- | ---------------------------- | ---------------------------- | ---------------------------- | ---------------------------- | ---------------------------- | ---------------------------- | ---------------------------- |
| 역대 최고 기온 °C (°F)                                           | 26 (78)                      | 28 (82)                      | 31 (88)                      | 36 (97)                      | 41 (105)                     | 41 (106)                     | 39 (103)                     | 38 (100)                     | 43 (109)                     | 39 (103)                     | 29 (84)                      | 24 (75)                      | 43 (109)                     |
| 일평균 최고 기온 °C (°F)                                         | 15.4 (59.8)                  | 16.9 (62.4)                  | 18.2 (64.7)                  | 19.3 (66.8)                  | 20.3 (68.6)                  | 22.1 (71.8)                  | 22.0 (71.6)                  | 22.7 (72.8)                  | 23.7 (74.6)                  | 22.6 (72.7)                  | 18.8 (65.8)                  | 15.4 (59.7)                  | 19.8 (67.6)                  |
| 일일 평균 기온 °C (°F)                                           | 11.4 (52.5)                  | 12.6 (54.7)                  | 13.7 (56.7)                  | 14.7 (58.5)                  | 16.0 (60.8)                  | 17.4 (63.4)                  | 17.8 (64.1)                  | 18.4 (65.2)                  | 18.8 (65.9)                  | 17.6 (63.7)                  | 14.2 (57.6)                  | 11.3 (52.4)                  | 15.3 (59.6)                  |
| 일평균 최저 기온 °C (°F)                                         | 7.3 (45.1)                   | 8.4 (47.1)                   | 9.3 (48.7)                   | 10.2 (50.3)                  | 11.6 (52.9)                  | 12.8 (55.0)                  | 13.7 (56.6)                  | 14.2 (57.6)                  | 14.0 (57.2)                  | 12.6 (54.6)                  | 9.7 (49.4)                   | 7.3 (45.1)                   | 10.9 (51.6)                  |
| 역대 최저 기온 °C (°F)                                           | −1 (30)                      | −2 (29)                      | 1 (34)                       | 3 (37)                       | 6 (43)                       | 9 (48)                       | 11 (51)                      | 10 (50)                      | 9 (48)                       | 6 (43)                       | 2 (36)                       | −3 (26)                      | −3 (26)                      |
| 평균 강수량 mm (인치)                                            | 110 (4.35)                   | 110 (4.35)                   | 82 (3.21)                    | 35 (1.37)                    | 19 (0.75)                    | 5.1 (0.20)                   | 0.00 (0.00)                  | 1.3 (0.05)                   | 2.5 (0.10)                   | 29 (1.13)                    | 62 (2.44)                    | 118 (4.66)                   | 574 (22.61)                  |
| 평균 강수일수 (≥ 0.01 인치)                                      | 10.4                         | 10.0                         | 10.4                         | 5.9                          | 3.7                          | 1.1                          | 0.1                          | 0.3                          | 0.8                          | 3.0                          | 6.5                          | 10.5                         | 62.7                         |
| 출처: 미국 해양대기청 (평년값: 1991년~2020년, 극값: 1970년~현재) |                              |                              |                              |                              |                              |                              |                              |                              |                              |                              |                              |                              |                              |

## 자매 도시
- 중국 다롄시
- 일본 후쿠오카시
- 러시아 나홋카
- 자메이카 카오초리오스
- 몽골 울란바타르
- 가나 세콘디타코라디
- 대한민국 대구광역시 수성구
- 모로코 아가디르
- 베트남 다낭
- 미국 샌디에이고
- 에티오피아 바히르다르